# Lerista viduata
Espèce
Lerista viduata est une espèce de sauriens de la famille des Scincidae.

## Répartition
Cette espèce est endémique d'Australie-Occidentale en Australie.

## Publication originale
- Storr, 1991 : Revision of Lerista microtis (Lacertilia: Scincidae). Records of the Western Australian Museum, vol. 15, no 2, p. 469-478 (texte intégral).